# Real Madrid Castilla 1980-1981
Questa voce raccoglie le informazioni riguardanti il Real Madrid Castilla nelle competizioni ufficiali della stagione 1980-1981.

## Stagione
La stagione 1980-1981 si aprì con l'esordio della squadra in una competizione europea, grazie alla qualificazione in Coppa delle Coppe ottenuta in virtù del raggiungimento della finale di Coppa del Re contro la squadra principale, nonché campione nazionale, del Real Madrid. Sorteggiato al primo turno contro il West Ham United, il Castilla vinse la gara di andata a Madrid per 3-1, ma nell'incontro di ritorno disputato a Londra perse con il medesimo risultato, rendendo necessaria la disputa dei tempi supplementari. Due gol segnati dai padroni di casa sanciranno infine l'eliminazione del Castilla dalla seconda competizione europea.
In Segunda División il Castilla concluse all'undicesimo posto, dopo un inizio che l'aveva portata ad ambire alle prime posizioni della classifica e un declino che, nella seconda parte del campionato, non le permise di andare oltre la parte medio-bassa della graduatoria.
Il cammino della squadra in Coppa del Re si interruppe agli ottavi di finale dove, dopo aver sconfitto il Barcellona nella gara di andata, subì un 4-1 al Camp Nou che permetterà ai blaugrana di proseguire nella competizione. Nei turni precedenti, il Castilla aveva eliminato Manchego e Constància.

## Maglie e sponsor
Le divise sono interamente bianche, con lo stemma della società.
| Manica sinistra · Maglietta · Manica destra · Pantaloncini · Calzettoni |

## Rosa
| N. |                   | Ruolo | Calciatore              |
| -- | ----------------- | ----- | ----------------------- |
|    | Spagna (bandiera) | P     | José Manuel Ochotorena  |
|    | Spagna (bandiera) | P     | Miguel Recio            |
|    | Spagna (bandiera) | P     | José Antonio Serna      |
|    | Spagna (bandiera) | D     | Chendo                  |
|    | Spagna (bandiera) | D     | Pablo De Lucas          |
|    | Spagna (bandiera) | D     | José Manuel Espinosa    |
|    | Spagna (bandiera) | D     | Enrique Herrero         |
|    | Spagna (bandiera) | D     | Juanito                 |
|    | Spagna (bandiera) | D     | José Antonio Salguero   |
|    | Spagna (bandiera) | D     | Casimiro Torres Ibáñez  |
|    | Spagna (bandiera) | D     | Francisco Pérez Durán   |
|    | Spagna (bandiera) | C     | Ricardo Álvarez De Mena |
|    | Spagna (bandiera) | C     | Miguel Bernal           |
|    | Spagna (bandiera) | C     | Vicente Blanco          |

| N. |                      | Ruolo | Calciatore                |
| -- | -------------------- | ----- | ------------------------- |
|    | Spagna (bandiera)    | C     | Paquito                   |
|    | Spagna (bandiera)    | C     | José Manuel García        |
|    | Spagna (bandiera)    | C     | José Sánchez Lorenzo      |
|    | Spagna (bandiera)    | C     | Juan Moreno               |
|    | Spagna (bandiera)    | C     | Antonio Pantoja           |
|    | Spagna (bandiera)    | C     | Francisco Ramírez Ramírez |
|    | Spagna (bandiera)    | A     | Balín                     |
|    | Spagna (bandiera)    | A     | Cidón                     |
|    | Spagna (bandiera)    | A     | Julià                     |
|    | Spagna (bandiera)    | A     | Paco Machín               |
|    | Argentina (bandiera) | A     | Miguel Ángel Monllor      |
|    | Spagna (bandiera)    | A     | Francisco Ortiz Márquez   |
|    | Spagna (bandiera)    | A     | Serrano                   |

## Calciomercato
| Acquisti | Acquisti              | Acquisti | Acquisti |
| R.       | Nome                  | da       | Modalità |
| -------- | --------------------- | -------- | -------- |
| P        | José Antonio Serna    |          |          |
| D        | Chendo                |          |          |
| D        | Francisco Pérez Durán |          |          |
| D        | José Antonio Salguero | Málaga   |          |
| D        | Pablo De Lucas        | Alavés   |          |
| C        | Vicente Blanco        |          |          |
| C        | Paquito               |          |          |
| C        | Antonio Pantoja       |          |          |
| A        | Isaac Jiménez         |          |          |
| A        | Francesc Xavier Julià |          |          |
| A        | Miguel Ángel Monllor  |          |          |
| A        | Francisco Ortiz       |          |          |

| Cessioni | Cessioni                 | Cessioni    | Cessioni |
| R.       | Nome                     | a           | Modalità |
| -------- | ------------------------ | ----------- | -------- |
| P        | Agustín Rodríguez        | Real Madrid |          |
| D        | Javier Castañeda         | Osasuna     |          |
| D        | Ángel Pérez García       | Real Madrid |          |
| D        | Ricardo Rodríguez Flores |             |          |
| D        | Andrés Sabido            | Real Madrid |          |
| C        | Ricardo Gallego          | Real Madrid |          |
| C        | Lorenzo Villanueva       |             |          |
| A        | Santiago Pozo            | Getafe      |          |
| A        | Francisco Pineda         | Real Madrid |          |

## Risultati

### Segunda División

#### Girone di andata
| Madrid 6 settembre 1980 1ª giornata | Castilla | 1 – 0 | Barakaldo |  |

| Alavés 14 settembre 1980 2ª giornata | Alavés | 1 – 0 | Castilla |  |

| Madrid 20 settembre 1980 3ª giornata | Castilla | 2 – 0 | Malaga |  |

| Cadice 27 settembre 1980 4ª giornata | Cadice | 2 – 1 | Castilla |  |

| Madrid 4 ottobre 1980 5ª giornata | Castilla | 2 – 0 | Real Oviedo |  |

| Valencia 12 ottobre 1980 6ª giornata | Levante | 0 – 0 | Castilla |  |

| Madrid 18 ottobre 1980 7ª giornata | Castilla | 1 – 1 | Atlético Madrileño |  |

| Castellón de la Plana 26 ottobre 1980 8ª giornata | Castellón | 0 – 0 | Castilla |  |

| Madrid 1º novembre 1980 9ª giornata | Castilla | 3 – 0 | CD Linares |  |

| Huelva 9 novembre 1980 10ª giornata | Recreativo Huelva | 0 – 0 | Castilla |  |

| Madrid 15 novembre 1980 11ª giornata | Castilla | 4 – 1 | Racing Santander |  |

| Burgos 23 novembre 1980 12ª giornata | Burgos | 1 – 0 | Castilla |  |

| Madrid 29 novembre 1980 13ª giornata | Castilla | 1 – 2 | Elche |  |

| Sabadell 7 dicembre 1980 14ª giornata | Sabadell | 1 – 0 | Castilla |  |

| Madrid 14 dicembre 1980 15ª giornata | Castilla | 2 – 1 | Ceuta |  |

| Getafe 21 dicembre 1980 16ª giornata | Getafe | 1 – 1 | Castilla |  |

| Madrid 28 dicembre 1980 17ª giornata | Rayo Vallecano | 1 – 1 | Castilla |  |

| Madrid 3 gennaio 1981 18ª giornata | Castilla | 1 – 0 | Palencia |  |

| Granada 11 gennaio 1981 19ª giornata | Granada | 1 – 0 | Castilla |  |

#### Girone di ritorno
| Barakaldo 18 gennaio 1981 20ª giornata | Barakaldo | 2 – 1 | Castilla |  |

| Madrid 24 gennaio 1981 21ª giornata | Castilla | 3 – 2 | Alavés |  |

| Malaga 18 gennaio 1981 22ª giornata | Malaga | 3 – 3 | Castilla |  |

| Madrid 7 febbraio 1981 23ª giornata | Castilla | 1 – 2 | Cadice |  |

| Oviedo 15 febbraio 1981 24ª giornata | Real Oviedo | 1 – 0 | Castilla |  |

| Madrid 21 febbraio 1981 25ª giornata | Castilla | 1 – 2 | Levante |  |

| Madrid 1º marzo 1981 26ª giornata | Atlético Madrileño | 1 – 3 | Castilla |  |

| Madrid 7 marzo 1981 27ª giornata | Castilla | 0 – 0 | Castellón |  |

| Linares 15 marzo 1981 28ª giornata | CD Linares | 2 – 0 | Castilla |  |

| Madrid 21 marzo 1981 29ª giornata | Castilla | 3 – 1 | Recreativo Huelva |  |

| Santander 29 marzo 1981 30ª giornata | Racing Santander | 2 – 1 | Castilla |  |

| Madrid 4 aprile 1981 31ª giornata | Castilla | 5 – 1 | Burgos |  |

| Elx 12 aprile 1981 32ª giornata | Elche | 2 – 1 | Castilla |  |

| Madrid 20 aprile 1981 33ª giornata | Castilla | 0 – 1 | Sabadell |  |

| Ceuta 26 aprile 1981 33ª giornata | Ceuta | 0 – 3 | Castilla |  |

| Madrid 3 maggio 1981 35ª giornata | Castilla | 1 – 1 | Getafe |  |

| Madrid 10 maggio 1981 36ª giornata | Castilla | 0 – 2 | Rayo Vallecano |  |

| Palencia 17 maggio 1981 37ª giornata | Palencia | 1 – 2 | Castilla |  |

| Madrid 24 maggio 1981 38ª giornata | Castilla | 1 – 0 | Granada |  |

### Coppa del Re
| 18 novembre 1980 Secondo turno – Andata | Manchego | 1 – 1 referto | Castilla |  |

| Madrid 2 dicembre 1980 Secondo turno – Ritorno | Castilla | 1 – 0 referto | Manchego | Estadio Santiago Bernabéu\| Arbitro: \| Payesa \| |
| Arbitro:                                       | Payesa   |               |          |                                                   |

| 6 gennaio 1981 Terzo turno – Andata | Constància | 2 – 0 referto | Castilla |  |

| 28 gennaio 1981 Terzo turno – Ritorno | Castilla  | 3 – 0 referto | Constància | \| Arbitro: \| Vilanueva \| |
| Arbitro:                              | Vilanueva |               |            |                             |

| Madrid 30 aprile 1981, ore 21:45 UTC+1 Ottavi di finale – Andata | Castilla       | 5 – 3 referto | Barcellona | Stadio Santiago Bernabéu\| Arbitro: \| Urío Velázquez \| |
| Arbitro:                                                         | Urío Velázquez |               |            |                                                          |

| Barcellona 5 maggio 1981 Ottavi di finale – Ritorno | Barcellona       | 4 – 1 referto | Castilla | Camp Nou\| Arbitro: \| Fandos Hernández \| |
| Arbitro:                                            | Fandos Hernández |               |          |                                            |

### Coppa delle Coppe
| Arbitro: | Delmer |

|                                     |           |           |
| Paco Machín 64’ Balín 72’ Cidón 77’ | Marcatori | 17’ Cross |

| Arbitro: | Keizer |

|                                            |           |            |
| Pike 19’ Goddard 39’ Cross 30’, 102’, 119’ | Marcatori | 56’ Bernal |

## Statistiche

### Statistiche di squadra
| Competizione      | Punti | Totale | Totale | Totale | Totale | Totale | Totale | DR |
| Competizione      | Punti | G      | V      | N      | P      | Gf     | Gs     | DR |
| ----------------- | ----- | ------ | ------ | ------ | ------ | ------ | ------ | -- |
| Segunda División  | 36    | 38     | 14     | 8      | 16     | 50     | 44     | +6 |
| Coppa del Re      | -     | 3      | 1      | 1      | 1      | 11     | 10     | +1 |
| Coppa delle Coppe | -     | 2      | 1      | 0      | 1      | 6      | 4      | +2 |
| Totale            | -     | 43     | 16     | 9      | 18     | 67     | 58     | +9 |

### Andamento in campionato
| Giornata  | 1 | 2 | 3 | 4 | 5 | 6 | 7 | 8 | 9 | 10 | 11 | 12 | 13 | 14 | 15 | 16 | 17 | 18 | 19 | 20 | 21 | 22 | 23 | 24 | 25 | 26 | 27 | 28 | 29 | 30 | 31 | 32 | 33 | 34 | 35 | 36 | 37 | 38 |
| --------- | - | - | - | - | - | - | - | - | - | -- | -- | -- | -- | -- | -- | -- | -- | -- | -- | -- | -- | -- | -- | -- | -- | -- | -- | -- | -- | -- | -- | -- | -- | -- | -- | -- | -- | -- |
| Luogo     | C | T | C | T | C | T | C | T | C | T  | C  | T  | C  | T  | C  | T  | T  | C  | T  | T  | C  | T  | C  | T  | C  | T  | C  | T  | C  | T  | C  | T  | C  | T  | C  | C  | T  | C  |
| Risultato | V | N | V | S | V | N | N | N | V | S  | V  | S  | S  | S  | V  | N  | S  | V  | S  | S  | V  | N  | S  | S  | S  | V  | N  | S  | V  | S  | V  | S  | S  | V  | N  | S  | V  | V  |
| Posizione | 5 | 4 | 3 | 5 | 4 | 4 | 3 | 4 | 2 | 3  | 2  | 4  | 8  | 11 | 10 | 8  | 9  | 9  | 11 | 13 | 10 | 11 | 13 | 14 | 15 | 15 | 14 | 14 | 13 | 14 | 13 | 13 | 15 | 14 | 13 | 15 | 13 | 11 |

Fonte:  estadísticas históricas, su lfp.es, lfp.es.
Legenda:

Luogo: C = Casa; T = Trasferta. Risultato: V = Vittoria; N = Pareggio; P = Sconfitta.

### Statistiche dei giocatori
| Giocatore          | Segunda División | Segunda División | Segunda División | Segunda División | Coppa del Re | Coppa del Re | Coppa del Re | Coppa del Re | Coppa delle Coppe | Coppa delle Coppe | Coppa delle Coppe | Coppa delle Coppe | Totale   | Totale | Totale      | Totale     |
| Giocatore          | Presenze         | Reti             | Ammonizioni      | Espulsioni       | Presenze     | Reti         | Ammonizioni  | Espulsioni   | Presenze          | Reti              | Ammonizioni       | Espulsioni        | Presenze | Reti   | Ammonizioni | Espulsioni |
| ------------------ | ---------------- | ---------------- | ---------------- | ---------------- | ------------ | ------------ | ------------ | ------------ | ----------------- | ----------------- | ----------------- | ----------------- | -------- | ------ | ----------- | ---------- |
| R. Álvarez         | 19               | 10               | 1                | 0                | 3            | 0            | 0            | 0            | 2                 | 0                 | 0                 | 0                 | 24       | 10     | 1           | 0          |
| Balín              | 12               | 1                | 1                | 0                | 2            | 0            | 0            | 0            | 2                 | 1                 | 0                 | 0                 | 16       | 2      | 1           | 0          |
| V. Blanco          | 35               | 4                | 3                | 0                | 3            | 2            | 0            | 0            | 2                 | 0                 | 0                 | 0                 | 40       | 6      | 3           | 0          |
| M. Bernal          | 37               | 7                | 2                | 0                | 6            | 0            | 0            | 0            | 2                 | 1                 | 0                 | 0                 | 45       | 8      | 2           | 0          |
| Chendo             | 26               | 0                | 3                | 1                | 2            | 0            | 0            | 0            | 2                 | 0                 | 0                 | 0                 | 30       | 0      | 3           | 1          |
| V. Cidón           | 14               | 0                | 1                | 0                | 5            | 0            | 0            | 0            | 2                 | 1                 | 0                 | 0                 | 21       | 1      | 1           | 0          |
| P. De Lucas        | 25               | 1                | 4                | 0                | 6            | 0            | 0            | 0            | 2                 | 0                 | 0                 | 0                 | 33       | 1      | 4           | 0          |
| J.M. Espinosa      | 29               | 2                | 4                | 0                | 6            | 0            | 0            | 0            | 2                 | 0                 | 0                 | 0                 | 37       | 2      | 4           | 0          |
| E. Herrero         | 16               | 1                | 0                | 0                | 4            | 0            | 0            | 0            | 0                 | 0                 | 0                 | 0                 | 20       | 1      | 0           | 0          |
| Juanito            | 9                | 0                | 1                | 0                | 1            | 0            | 0            | 0            | 1                 | 0                 | 0                 | 0                 | 11       | 0      | 1           | 0          |
| Julià              | 1                | 0                | 0                | 0                | 0            | 0            | 0            | 0            | 0                 | 0                 | 0                 | 0                 | 1        | 0      | 0           | 0          |
| J.M. García        | 9                | 0                | 0                | 0                | 0            | 0            | 0            | 0            | 0                 | 0                 | 0                 | 0                 | 9        | 0      | 0           | 0          |
| P. Machín          | 38               | 14               | 3                | 0                | 6            | 4            | 0            | 0            | 2                 | 1                 | 0                 | 0                 | 46       | 19     | 3           | 0          |
| M.A. Monllor       | 3                | 0                | 0                | 0                | 0            | 0            | 0            | 0            | 0                 | 0                 | 0                 | 0                 | 3        | 0      | 0           | 0          |
| J. Moreno          | 21               | 2                | 6                | 0                | 5            | 0            | 1            | 0            | 0                 | 0                 | 0                 | 0                 | 26       | 2      | 7           | 0          |
| F. Ortiz           | 7                | 1                | 0                | 0                | 3            | 1            | 0            | 0            | 0                 | 0                 | 0                 | 0                 | 10       | 2      | 0           | 0          |
| J.M. Ochotorena    | 5                | -?               | 0                | 0                | 0            | -0           | 0            | 0            | 0                 | 0                 | 0                 | 0                 | 5        | 0+     | 0           | 0          |
| A. Pantoja         | 0                | 0                | 0                | 0                | 0            | 0            | 0            | 0            | 0                 | 0                 | 0                 | 0                 | 0        | 0      | 0           | 0          |
| Paquito            | 4                | 0                | 0                | 0                | 0            | 0            | 0            | 0            | 0                 | 0                 | 0                 | 0                 | 4        | 0      | 0           | 0          |
| F. Pérez Durán     | 5                | 0                | 0                | 0                | 0            | 0            | 0            | 0            | 0                 | 0                 | 0                 | 0                 | 5        | 0      | 0           | 0          |
| F. Ramírez         | 8                | 2                | 0                | 0                | 2            | 0            | 0            | 0            | 1                 | 0                 | 0                 | 0                 | 11       | 2      | 0           | 0          |
| M. Recio           | 25               | -?               | 0                | 0                | 4            | -7           | 0            | 0            | 2                 | -8                | 0                 | 0                 | 31       | -15+   | 0           | 0          |
| J.A. Salguero      | 37               | 1                | 0                | 0                | 4            | 0            | 0            | 0            | 2                 | 0                 | 1                 | 0                 | 43       | 1      | 1           | 0          |
| J. Sánchez Lorenzo | 34               | 4                | 3                | 1                | 5            | 2            | 0            | 0            | 2                 | 0                 | 0                 | 0                 | 41       | 6      | 3           | 1          |
| J.A. Serna         | 8                | -?               | 0                | 0                | 2            | -2           | 0            | 0            | 0                 | 0                 | 0                 | 0                 | 10       | -2+    | 0           | 0          |
| Serrano            | 27               | 1                | 4                | 0                | 2            | 0            | 0            | 0            | 0                 | 0                 | 0                 | 0                 | 29       | 1      | 4           | 0          |
| C. Torres          | 35               | 0                | 0                | 1                | 5            | 0            | 0            | 0            | 2                 | 0                 | 0                 | 0                 | 42       | 0      | 0           | 1          |